# Повстання ніндзь у провінції Іґа
Повста́ння ні́ндзя в прові́нції І́ґа (яп. 天正 伊 賀 の 乱) — війна між об'єднанням кланів ніндзя з провінції Іґа з одного боку й об'єднувачем Японії Одою Нобунаґою і його сином Одою Нобукацу з іншого. Проходила з перервами з 1578 по 1581 рік (з 6 по 9 рік ери Тенсьо за японським календарем) і закінчилася поразкою ніндзь.

## Передісторія

### Становище Японії напередодні повстання
Повстання відбувалося наприкінці доби феодальних міжусобиць періоду Сенґоку під час об'єднання Японії. Придушення повстання відбувалося в три кроки: битва за замок Маруяма, напад Оди Нобукацу й кампанія Оди Нобунаґи.
Однією з причин війни стало знищення Одою Нобунаґою об'єднань буддійських воїнів-ченців, з якими ніндзя Іґи підтримували тісні зв'язки — щоб помститися вони організували безліч замахів на життя Оди Нобунаґи. Також через провінцію Іґа проходила стратегічна дорога Токайдо, що приваблювала завойовників. Однак гірський рельєф провінції та бойове мистецтво місцевих жителів ускладнювало вторгнення будь-якої армії, тому весь період феодальної роздробленості до появи Оди Нобунаґи Іґа залишалася незалежною від влади даймьо й не піддавалася серйозним нападам.

### Провінція Іґа до повстання ніндзя
У добу Камакура (приблизно з 1185 по 1333 рік) землі провінції Іґа в основному належали буддистськимі синтоїстським монастирям, серед яких основними землевласниками були буддистські монастирі Кофуку й Тодай — обидва перебували в місті Нара, а також синтоїстське святилище Ісе знаходилося в однойменному місті (всі три — за межами провінції Іґа). Найбільші володіння були в Тодай-дзі, вони охоплювали майже всю провінцію. Управлінням цих земель займалася сім'я Ое, яка в цей час почала нехтувати основними обов'язками з управління й почала привласнювати майно храму. У зв'язку з цим керівництво монастиря Тодай спробувало ввести контроль за своїм керівником, пославши на місця своїх представників — камібіто. Камібіто повинні були контролювати сім'ю Ое в маєтках і не допускати привласнення майна. Це спровокувало відкрите збройне протистояння храму та цієї сім'ї. Для монастиря ця ситуація ускладнювалася тим, що сім'я Ое об'єдналася зі своїм минулим ворогом — сімейством Хатторі. Ці два сімейства об'єднали місцевих ґосі (дзі-дзамураїв) для боротьби з владою релігійних об'єднань, це об'єднання (акуто) місцевих ґосі в історії Японії стало називатися «Курода-но акуто» — «злодійські ватаги Куроду». Об'єднання мало достатньо можливостей, щоб поступовим відділенням земельних володінь повністю зруйнувати вплив монастирських представників і перевести всі землі Тодай-дзі та інших храмів під своє пряме підпорядкування. Оскільки монастир Тодай та інші релігійні об'єднання дотримувалися політики виключення світської влади з політико-економічного життя своїх володінь, сьоґунат не став втручатися в боротьбу храмів із ватагами дзі-дзамураїв. Це призвело до того, що храми не мали жодних можливостей управління, фактично втративши ці території. У результаті цього провінція Іґа перейшла під владу дзі-дзамураїв, а сім'ї, які займалися мистецтвом ніндзюцу, отримали земельні ресурси й економічну основу. Після розгрому й вигнання монастиря Тодай-дзі саме об'єднання розпалося, а потім сім'я Хатторі з часом розкололася на три ворожі клани: Момоті на півдні, Хатторі в центрі й Фудзібаясі на півночі. У добу Сенґоку (приблизно з 1573 по 1603 рік) через географічні фактори в провінції Іґа склалася ситуація, яка різко відрізняє її від інших районів Японії, оскільки провінція була відокремлена від решти світу ланцюгом високих гір, які робили її важкодоступною для завоювання, що дозволяло провінції розвиватися самостійно. Землі провінції мали безліч дрібних, придатних для землеробства долин, розділених горами. Зв'язок між долинами й рештою Японії був можливим тільки через слабозахищені перевали. Таким чином, у провінції були сприятливі умови для появи незалежних кланів, кожен із яких володів окремою долиною. Тому під час феодальної роздробленості періоду Сенґоку, замість знаходження під владою даймьо, провінція Іґа була розділена між великою кількістю дрібних, суперницьких кланів — усього в провінції було понад 200 дрібних феодалів, що мали військо від 50 до 100 воїнів. Така нечисленність кожного окремого клану та малі ресурси не дозволяли вести традиційну війну, тому феодали-ґосі в цій провінції проводили партизансько-диверсійну боротьбу малого масштабу, що й стало основою утворення Іґа-рю — найпотужнішої школи ніндзюцу середньовічної Японії.

### Захоплення провінції Ісе кланом Нобунаґи
Із середини XVI століття Ода Нобунаґа, після того як усунув усіх внутрішніх конкурентів за владу, в тому числі й молодшого брата, якого сам і вбив, почав завоювання сусідніх провінцій. Для цього він продовжив використовувати вже випробувані у внутрішній боротьбі методи усунення ворогів. Наприклад, за даймьо сусідній провінції Омі — Асано Наґамасу, він видав свою молодшу сестру, яка шпигувала за своїм чоловіком і передавала Нобуназі важливу інформацію. За її сигналом війська брата в зручний момент атакували війська Наґамаси, розгромили їх і вбили самого Наґамасу.
Ключовою деталлю стратегії Нобунаґи із завоювання сусідів і об'єднання японських земель було захоплення стратегічно важливої приморської провінції Ісе, де перетиналися безліч торгових шляхів і шляхів комунікації між різними районами Японії. Спочатку Ода завоював цю місцевість прямим вторгненням і за місяць військових дій проти даймьо Ісе Кітабатаке Томонорі отримав багато земель — зміг захопити твердиню Камбе, замок Кувана (поблизу від дороги Токайдо), а всього лише ще через півмісяця Ода зміг захопити й твердиню Окаваті. Але не зважаючи на те, що війська Нобунаги й перевершували противника числом та вмінням, просування було не настільки швидким, оскільки Томонорі жваво протистояв нападнику. Тоді Ода вирішив вчинити хитро — він перейшов до переговорів і уклав мирний договір з Кітабатаке Томонорі, а в знак нового союзу Кітабатаке усиновив сина Нобунаґи — Нобуо. Незабаром «син» усунув князя Ісе, влаштувавши нічний напад загону своїх воїнів на «батька». Варта Томонорі була підкуплена перед цим, а його слуга напередодні затупив меч пана, тому він виявився безсилим перед вбивцями. Клан Кітабатаке почав бойові дії проти названого сина, проте був розбитий полководцем Оди Нобунаґи Такіґавою Сабуро Беєм і був змушений утекти в сусідню провінцію Іґа. Унаслідок захоплення провінції Ісе клан Оди Нобунаґи вийшов до кордонів Іґи, яка стала наступним об'єктом нападу Кітабатаке Нобуо.

### Ніндзя з області Коґа в період повстання
У близькій битві за провінцію Іґа важливе стратегічне значення мала прилегла до неї область Кога (сучасний повіт Кока) на півночі — через неї проходили найнижчі й зручні перевали до Іґи й від рішення місцевих ніндзь залежало те, чи зможе Ода Нобунаґа без перешкод почати наступ на Іґу з північного напрямку, чи йому доведеться разом з Іґою захопити ще й Когу. На відміну від Іґи, повіт Кога не зміг домогтися незалежності та в період Сенґоку був володінням даймьо провінції Омі — роду Сасакі. Сасакі Йосіката під час громадянської війни виступив проти Оди Нобунаґи й зазнав повної поразки. У той час частина ніндзя області Кога боролася проти Оди Нобунаґи як васали роду Сасакі, а інші служили його сподвижнику Токуґаві Ієясу. Після захоплення провінції Омі Ода Нобунаґа розпланував напад на Когу й після довгих роздумів ніндзя Коги через Токуґаву домовилися про невтручання в справи їхнього повіту за обіцянку нейтралітету. Тому під час повстання в провінції Іґа ніндзя Коги в цілому зайняли нейтральну позицію, хоча були родичами ніндзь з Іґи, а сам повіт Кога спочатку був північною частиною провінції Іґа. Місцеві ніндзя Сіробей Міцухіро й Хорі Хідемаса стали командирами загонів в армії Оди. Унаслідок цього більша частина армії Нобунаґи проникла в Іґу.

## Війна за провінцію Іґа

### Битва за замок Маруяма

Провінція Іґа

Намагався захопити провінцію Іґа ще власник приморської провінції Ісе Кітабатаке Томонорі, який створив замок Маруяма в місті Набарі. Замок Маруяма перебував на крутому пагорбі висотою 180 метрів, а з одного боку він був захищений річкою. Після захоплення провінції Ісе Одою Нобуо, сином Оди Нобунаґи, недобудований замок перейшов під його контроль і був відданий васалу Такіґаві Сабуро Бею. Продовжуючи задум Кітабатаке Томонорі, Ода Нобуо наказав завершити будівництво твердині, яка повинна була стати початком для підкорення провінції Іґа.
Масштабні роботи з добудови твердині показали ніндзям, що Кітабатаке планує напад на провінцію, тому було вирішено знищити твердиню до її завершення. Розвідники під виглядом простих робітників проникли у твердиню. Напад відбувся в червні 1578 року об'єднаними силами ґосі півночі й півдня Іґи під загальним командуванням Момоті Тамби. Унаслідок раптового нападу ніндзі увірвалися у твердиню й заблокували там частину залоги (інші солдати уникли пастки та сховалися в сусідньому селі). Такіґава направив проти ніндзь усе своє військо. Ніндзі, діючи невеликими групами, швидкими ударами й відступами змогли розділити військо Такіґава на окремі загони та заманити їх у зручні для себе місця: частина самураїв виявилася на залитих водою рисових плантаціях (де через свої важкі обладунки стали беззахисними), інша частина — в лісовій гущавині. Унаслідок битви впродовж однієї доби військо Такіґави було повністю знищене й лише деякі воїни змогли втекти в Ісе. На наступний день було добито залишки залоги Маруями, а сам замок спалений. І хоча ніндзя провінції Іґа мали на меті вбити Такіґаву Сабуро Бея, проте йому вдалося втекти завдяки хитрості: на полі бою було залишено тіло схожої на нього людини в багатому одязі та ніндзя припинили переслідування, вирішивши, що здійснили бажане.

### Напад Кітабатаке Нобуо
Після поразки в замку Маруяма Нобуо витратив понад рік на підготовку й збір військ до наступного нападу. І хоча на цей раз Нобуо постарався зберегти свої задуми в таємниці (про неї знали тільки кілька найбільш довірених воєначальників), ніндзя змогли про все заздалегідь дізнатися й підготуватися до оборони. У вересні 1579 року на Іґу наступало військо з 9000 осіб під загальним командуванням Кітабатаке Нобуо. Наступ вівся одночасно трьома колонами через три гірські проходи.
Найпотужніша колона під командуванням Нобуо пройшла перевал Нагано й 17 вересня 1579 року атакувала 7 сіл, що знаходилися за перевалом, виділивши на кожне з них окремий загін, але ніндзі, які знаходилися в горах, завдали раптовий удар у тил зайнятої території, зайнятої військом Нобуо.
|                                  | Вони (воїни з Іґи) були сильним військом, оскільки знаходилися в рідній провінції та вміло оцінювали переваги, які надавала їм місцевість. Вони створили укріплення, стріляли з рушниць і луків, використовували мечі та списи. Вони притиснули супротивника й відрізали його від входу в гірський прохід. Полки Нобуо була настільки зайнята нападом, що втратила дорогу й люди з Іґи під прикриттям тіні, яку давали гори на заході, легко здолали їх. Потім пішов дощ і вони перестали бачити дорогу. Бійці Іґи, скориставшись цим і знаючи, що деякі ще сидять в засідці в горах, видали бойовий клич. Групи місцевих воїнів, почувши сигнал, підійшовши з усіх боків, почали напад. Воїни Нобуа намагалися втекти й були зарубані: хто у вузьких проходах, хто на крутих скелях. Їх переслідували навіть на багнистих рисових полях і оточили... Ворожа армія сильно ослабла. Деякі вбивали один одного помилково. Інші покінчили життя самогубством. І навіть невідомо, скільки тисяч людей полягло тут. |
| — З японського літопису «Іранкі» | |

Найпівденнішою колоною командував Такіґава Сабуро Бей. Вона йшла через перевал Онібоку-гое й, потрапивши в засідку ніндзя, була розгромлена.
Між цими загонами рухалася третя колона під командуванням Нагано Сакедая й Акіями Укедая. Під час нападу на село Іседзі ззаду війська з гірських схилів напали ніндзя із заздалегідь підготовленої засідки. Затиснуті серед скель самураї не змогли втекти від граду каміння і були знищені.
У результаті походу армія Нобуо втратила більшу частину особового складу, не досягнувши ніяких успіхів. Однак саме ця поразка привернула увагу батька Кітабатаке Нобуо Оди Нобунаґи, який і став готувати третій напад.

### Задум Оди Нобунаґи

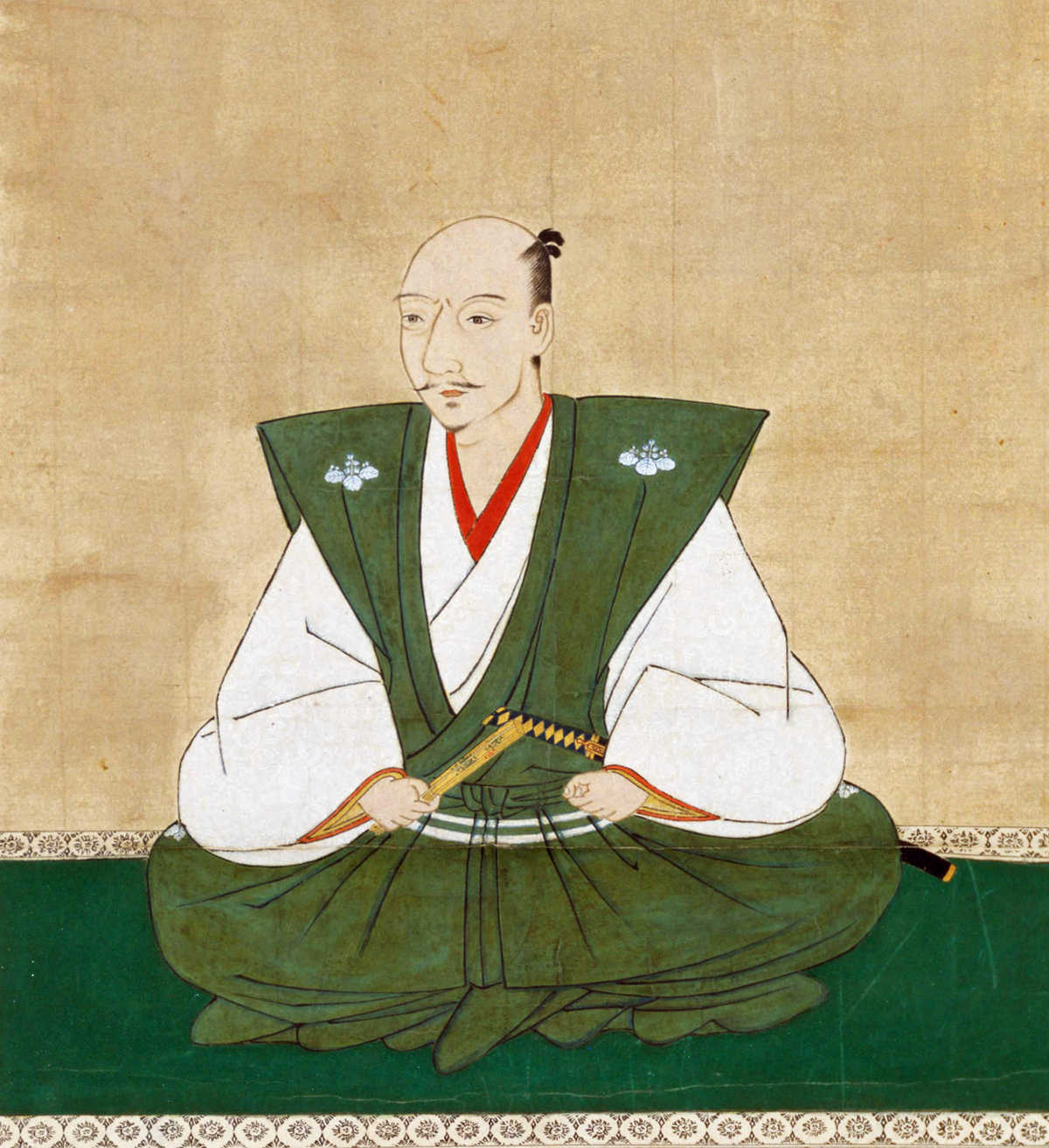
Світлина Оди Нобунаґи з колекції храму Текодзі в місті Тойота (префектура Айті)

На відміну від своїх попередників, Ода Нобунаґа вирішив не відразу нападати на провінцію Іґа, а спочатку розробити тактику бойових дій. Головною перевагою ніндзь було їхнє мистецтво вести партизансько-диверсійну війну, коли невеликі загони здійснюють раптові нічні атаки й напади із засідки з гірських круч або лісових хащ, завдають великої шкоди та в разі удару супротивника відступають у гори й ліси, де ховаються до свого наступного нападу. Ода Нобунаґа вирівшив оточити загони ніндзь, щоб, позбавивши їх можливості відступів, вступити у відкритий позиційний бій, у якому чисельно невеликі загони ґосі Іґи зазнали б неминучої поразки. Для виконання свого плану Ода Нобунаґа вирішив заманити загони ніндзя в розкидані по всій території Іґи дрібні твердині й звести війну до облогових дій, які були досить тяжкими, однак давали, на відміну від маневрової війни, всі шанси на перемогу. Ще одним задумом Оди Нобунаґи став одночасний удар відразу за кількома напрямками, що змусило б ніндзь поділитися на дрібніші загони для прикриття всіх перевалів. І якщо для Оди Нобунаґи виділення військ відразу на кілька напрямків було неважко, то розпорошення нечисленних сил ніндзь знизило б їхню бойову ефективність.
Після другого нападу на провінцію Іґа настав рік перемир'я, пов'язаний з іншими військовими діями (наприклад, розгромом Осацького монастиря Хонґан у 1580 році). 27 вересня 1581 року військо Оди Нобунаґи увійшла на територію Іґи за шістьома тактичними напрямками з трьох областей (провінції Ісе на сході, повіту Кога на півночі й провінції Ямато на заході). Загальна чисельність армії Нобунаги для нападу на Іґу становила 46 000 осіб. Для того часу це була значна сила — наприклад, все населення Іґи в ті часи досягало 90 000 осіб. Армія ґосі Іґи, які об'єднались перед спільною зовнішньою загрозою, налічувала 4000 осіб, з яких 600—700 воїнів були вправними ніндзями. У загонах Оди Нобунаґи теж були ніндзя, в основному з інших районів Японії. Відповідно до плану військової кампанії події розвивалися так :
1. Десятитисячний загін під командуванням Оди Нобуо наступав на провінцію Іґа з приморської провінції Ісе через село Іседзі. Безпосереднє командування здійснювали полководці Оди Нобунаґи: Ода Нобудзумі, Фурута Хьобу і Йосіда Ґоро, а також досвідчені у війні проти ніндзь Іґи васали Оди Нобуо — Такіґава Сабуро Бей, Наґано Сакедаю і Хіоко Дайдзенрьо. Після виходу із села Іседзі загін своєю чергою розділився на 3 групи. Завданням цих груп було захоплення 3 сіл і декількох прилеглих твердинь. Група під командуванням Такіґави заблокувала замки Таненама-но сьо й Куніміяма, а групи Нагано й Хіоко увірвалися в долину Ао та взяли в облогу твердиню в містечку Касівао. Ніндзі воювали через раптові нічні напади, завдавши військам Оди Нобуо великих втрат, однак у відкритих боях за села й твердині зазнавали повної поразки.
2. Чотирнадцятитисячний загін увійшов в Іґу з півночі з повіту Кога через село Цуге. Цим загоном командували Тамба Городзаемон Нагахіде, Такіґава Сеген, Такіґава Ґідаю, Вакабе Саке й Тодо Сьоен. Як у випадку з загонами Оди Нобуо, війська Тамба Наґахіде зазнавали постійних нічних нападів. Унаслідок цього солдати перестали спати вночі й через кілька днів були повністю виснажені .
3. Семитисячний загін вів наступ із повіту Кога через село Таматакі. Він діяв на захід від другого загону, його завданням було захоплення міста Вено. Очолювали загін Гамо Удзісато й Вакідзака Ясудзі. За даними середньовічного літопису «Іранкі», ще на території Кока загін зіткнувся з ватагою місцевих ґосі Мотідзукі Тьотаро, який був союзником ніндзь Іґи. У битві Мотідзукі Тьотаро вбив командира однієї з колон Уманоуті Дзаемон-но дзьо, проте врешті-решт програв через чисельну перевагу військ Нобунаґи.
4. Загін із 2 300 осіб із Когу увійшов у провінцію Іґа через містечко Тараро. Командували загоном Хорі Хідемаса й Тарао Міцухіро. Зоною дії загону була визначена північно-західна частина Іґи. На відміну від інших загонів, він не зустрів жодного опору, оскільки місцеві ґосі відступили й осіли в добре укріпленому монастирі Каннон-дзі на горі Хідзен-яма на захід від Вено.
5. Загін із 10 000 осіб через містечко Нагатані увійшов в Іґу з півдня провінції Ямато. Ним командували Асано Наґамасой, Сіндзьо Суруґа-но Камі, Ікомой Ута Цумурі, Морі Іки-но Камі, Тодой Дандзьо Сьоносуке, Савой Ґенсіро, Акіямой Сакондаю і Йосіно Міяуті Сехо. Цей загін заблокував замок Касівабара, що належав Момоті Тамбі. Залогою керував Такано, фахівець у нічних нападах і майстер школи ніндзюцу Кусуноки-рю. Для зриву запланованої на наступний день атаки Такано здійснив хибний нічний напад. У твердині була зімітована активність, воїни запалили безліч смолоскипів і стали ними розмахувати. Солдати Оди Нобунаґи, перелякані нічними нападами, наділи обладунки, вишикувалися в бойовий порядок і так простояли всю ніч. Запланований на ранок напад довелося відкласти через втому воїнів.
6. Загін із 3000 чоловік зайшов в Іґу з провінції Ямато через село Касама. Напрямок удару цього загону йшов на північ від п'ятого загону. Ним командували Цуцуї Дзюнкей і його племінник Цуцуї Садацугу. Метою підрозділу було захоплення головної твердині ґосі провінції Іґа — монастир Канон-дзі .
Армія Оди Нобунаґи почала спустошення провінції Іґа (О. М. Горбильов порівнює дії Оди Нобунаґи з тактикою «випаленої землі»), влаштовуючи знищення місцевого населення, сіл та лісу. Ніндзі вдалися натомість до звичної для них таємної маневреної війни: нападали вночі на табори, вдень із заздалегідь підготовлених засідок (наприклад під час проходження самураями Оди Нобунаґи ущелин ніндзі кидали на них купи каміння). І хоча ніндзі знищили безліч передових і тилових загонів, завдали великих втрат основним силам противника, ці тактичні перемоги не змогли змінити результат війни: численні війська Оди Нобунаґи зайняли провінцію Іґа. На відміну від військ Нобунаґи, ґосі Іґи до цього часу не зазнали великих втрат, стало зрозуміло, що вони програли: відділені один від одного й оточені в замках загони ніндзя не могли вийти з облоги та були приречені на смерть.

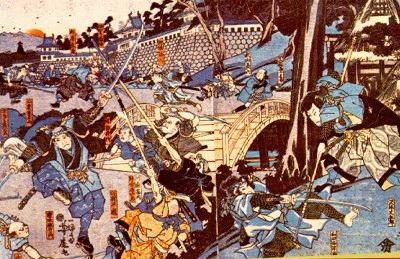
Друкована гравюра, на якій зображено бойові дії в провінції Іґа в 1581 році

Основні сили ніндзя були заблоковані в Канон-дзі — монастирі замкового типу на горі Хідзен-яма на північному сході Іґи. У поєднанні з декількома дрібними монастирями-твердинями гора була досить сильно захищена. Першу спробу штурму зробили Гамо, Ямаока й Цуцуї. Поки загін із 1000 осіб нападав на головні ворота, самураї Гамо Удзісато спробували через штурмові драбини залізти на стіни. Під час запеклого бою загін ніндзя (за однією версією використав підкоп, за іншою сховався ще до облоги поза твердинею) завдав раптовий удар з тилу, який і вирішив результат нападу. У бою загинули два малолітні сини Гамо Удзісато, вбиті Момоду Тобей і Йокояма Дзінсуке, а сім ніндзь (Момоду Тобей, Йокояма Дзінсуке, Фукукіта Сьоґен, Морі Сіродзаемон, Матії Кієбей, Ямада Кансиро й ще один невідомий ніндзя) за героїзм отримали прізвиська «7 списів з гори Хідзен-яма». Однак зняти облогу з твердині через підкріплення Оди Нобунаґи ніндзі не змогли. Незабаром вони завдали удару у відповідь, напавши вночі на табір Цуцуї Дзюнкея, який жорстоко нищив місцеве населення. Під час атаки вітер погасив смолоскипи, а прив'язі коні, які зірвались із прив'язі, посилили паніку. На відміну від ніндзь, самураї Оди Нобунаґи, які не були готові вести бій в темряві, переставши бачити супротивника, в паніці почали вдаряти наосліп один одного й через годину були знищені ніндзями, які прекрасно орієнтувались у темряві та впізнавали один одного за особливими мітками на одязі. Цуцуї Дзюнкей ночував далеко від свого табору й тому вцілів.
Після тижня важких боїв були взяті штурмом майже всі твердині ніндзь. Вивільнені сили негайно направлялися до Канон-дзі, де в результаті зібралися війська Оди Нобунаґи. За сухої погоди й сильного вітру Канон-дзі й інші храми-монастирі Хідзен-ями були обстріляні запальними смоляними снарядами, а коли в ніндзь закінчилася вода, то храми згоріли повністю. Частина залоги згоріла всередині монастиря, інші загинули під час спроби втечі в гори. На початку листопада гора Хідзен-яма була захоплена.
Наприкінці листопада після довгої облоги був захоплений останній пункт опору ніндзь Іґи — замок роду Момоті Касівабари, залогою якого командував знаменитий дзенін (у триступеневій ієрархії ніндзя представляв керівництво) Момоті Тамба .
|                                  | Всі воїни Нобунаги просувалися як один через гори провінції Іґа і монастирі по всій провінції були повністю зруйновані вогнем... Такіґава і Хорі Кудара (командири загонів Нобунаги) особисто спішувалися з коней і зуміли знищити не одного вмілого воїна. Вони зайняли багато районів і карали всіх своїми руками... Під час наступу на монастир Кіке-дзі одним ударом меча були забиті тисячі людей, включаючи дзеніна Хатторі. Крім того, багато були вирізані і знищені остаточно... Залишки тікали в гори Касуга-яма, що на кордоні з провінцією Ямато і розсіялися там. Але Цуцуї Дзюнкей переслідував їх через гори, наводячи про них довідки і розшукуючи втікачів... Точна кількість зарізаних і розорених досі невідомо. |
| — З японського літопису «Іранкі» | |

І хоча ззовні здавалося, що ґосі Іґи повністю знищені, проте в горах провінції сховалися чимало ніндзь. Коли Ода Нобунаґа вирішив особисто перевірити результати геноциду, він мало не загинув під час замаху в синтоїстському храмі Ітіномія. Під час цього замаху, оскільки підійти ближче їм завадили контррозвідники Нобунаґи, ніндзі стріляли з великої відстані з «великих рушниць» (рушниць або маленьких гармат). Охорона й оточення Нобунаґи втратили багато людей, але він сам не постраждав .

## Наслідки
Підсумком війни стала втрата незалежності провінції Іга та її перехід під повний контроль центрального уряду. На думку О. М. Горбильова, повстання мало для ніндзь двоякі наслідки. З одного боку, вимушена втеча зі своєї історичної батьківщини ніндзь призвела до поширення шкіл ніндзюцу Іґа-рю на всій території Японії (аналогічно висловлюється й Маслов). Варто зазначити, що й до повстання окремі загони ніндзя знаходилися на службі в місцевих феодалів поза своєю батьківщиною, але саме після війни це стало масовим явищем. За даними О. М. Горбильова, частина ніндзь долучилася до клану Косіті з провінції Ямато й клану Рюдзьодзі з провінції Ямасіро, інша частина оселилася в провінціях Тамба, Каваті та Киї, в князівстві Фукусіма (де створили школу ніндзюцу Фукусіма-рю), в князівстві Кага (де на основі Іґа-рю утворилася нова школа ніндзюцу Етідзен-рю), а ті ніндзя, які стали служити в сім'ї Маеда створили «Іґа-моно ґодзюнін-ґумі» — «Загін Іґа-моно з 50 осіб». З іншого боку знищення найпотужнішого об'єднання кланів ніндзь в середньовічній Японії призвело до їхнього зникнення як самостійної сили на політичній арені країни. Ніндзі втратили свої землі, а разом із ними й політичну єдність . На думку О. М. Горбильова, на тлі майже цілковитої руйнації провінції Іґа прямі втрати самих ніндзь виявилися незначними. У складі армії місцевих феодалів провінції Іґа власне ніндзі складали 600—700 осіб. За даними історичних документів, частина з них втекла в інші райони країни, частина замаскувалася під звичайних селян, частина стала розбійниками (наприклад, Ісікава Ґоемон). О. М. Горбильов вирішив, що на тлі глобального знищення місцевих ґосі, селян і буддистських ченців втрати ніндзь були поодинокими. Як доказ своєї позиції Горбильов наводить такий історичний факт: через рік після закінчення війни Хатторі Хандзо зміг за кілька годин зібрати в провінції Іґа 200 ніндзь. На думку О. О. Маслова, кампанія Оди Нобунаґи показала, що ніндзі, основним засобом ведення війни яких є напади й партизанство, у відкритому бою билися гірше за звичайних самураїв. Вони також погано розбиралися в питаннях стратегії великомасштабних довгострокових військових операцій.

## Зауваги
1. ↑  Цікаво, що цей метод намагалися використовувати проти самого Нобунаґи — коли він був підлітком, його одружили на дівчинці Нохіме, дочці даймьо провінції Міно. Але Нобунаґа вміло використовував її доносництво для боротьби з її ж батьком. Він розповів їй, що він нібито в змові з двома наближеними людьми її батька. За доносом дочки двох наближених воєначальників стратили, що навпаки полегшило захоплення провінції Міно, тому що найталановитіші воєначальники, які могли протистояти Нобуназі, були усунені
2. ↑  У той час такі усиновлення нормою й названий син отримав прізвище нового батька. Згодом Нобуо назвали Кітабатаке

## Письменство
- Горбылёв, Алексей Михайлович. Тэнсё Ига-но ран //  — Харвест, 2002. — 496 с. — ISBN 985-13-0621-5.
- Маслов, Алексей Александрович. Восстание ниндзя //  — Феникс, 2004. — 176 с. — ISBN 5-222-05472-1.